# Кравчук Назар Сергійович
Назар Сергійович Кравчук (2002—2024) — молодший лейтенант Національної гвардії України, учасник російсько-української війни. Герой України (2025, посмертно).

## Життєпис
Народився 18 липня 2002 року в селі Лемешів Волинської області. Навчався у загальноосвітній школі у селі Пірванче. Після закінчення школи вступив у Луцький навчально-виховний комплекс І-ІІІ ступенів з посиленою фізичною підготовкою. По закінченню ліцею навчався у Національному університеті «Львівська політехніка». Після досягнення повноліття підписав контракт на проходження військової служби у Національній гвардії України. Під час повномасштабної війни служив у спецпідрозділі «Омега» на посаді офіцера зв'язку.
Загинув 3 листопада 2024 року у місті Селидове на Донеччині.

## Нагороди
- звання Герой України з удостоєнням ордена «Золота Зірка» (23 травня 2025, посмертно) — за особисту мужність і героїзм, виявлені у захисті державного суверенітету та територіальної цілісності України, самовіддане служіння Українському народові[4].